# Biegi narciarskie na Mistrzostwach Świata w Narciarstwie Klasycznym 2007 – sztafeta mężczyzn
Sztafeta mężczyzn na 4x10 km była jedną z konkurencji XXXIII Mistrzostw Świata w Narciarstwie Klasycznym, zawody odbyły się 2 marca 2007 roku. Tytuł sprzed dwóch lat obroniła reprezentacja Norwegii w składzie: Eldar Rønning, Odd-Bjørn Hjelmeset, Lars Berger i Petter Northug. Drugie miejsce zajęli Rosjanie: Nikołaj Pankratow, Wasilij Roczew, Aleksandr Legkow i Jewgienij Diemientjew, a brązowy medal zdobyła reprezentacja Szwecji w składzie: Martin Larsson, Mathias Fredriksson, Marcus Hellner oraz Anders Södergren. 

## Rezultaty
| Miejsce | Numer | Państwo    | Zawodnicy                                                                | Czas                                      | Strata  |
| ------- | ----- | ---------- | ------------------------------------------------------------------------ | ----------------------------------------- | ------- |
| 01 !    | 5     | Norwegia   | Eldar Rønning Odd-Bjørn Hjelmeset Lars Berger Petter Northug             | 1:30:49,2 25:39,7 24:49,0 20:05,4 20:15,1 | —       |
| 02 !    | 6     | Rosja      | Nikołaj Pankratow Wasilij Roczew Aleksandr Legkow Jewgienij Diemientjew  | 1:30:52,4 25:40,6 24:50,3 20:03,0 20:18,5 | +3,2    |
| 03 !    | 3     | Szwecja    | Martin Larsson Mathias Fredriksson Marcus Hellner Anders Södergren       | 1:30:52,7 25:43,2 24:45,5 20:06,2 20:17,8 | +3,5    |
| 4       | 2     | Niemcy     | Jens Filbrich Franz Göring Tobias Angerer Axel Teichmann                 | 1:31:39,7 25:40,4 25:10,7 20:21,0 20:27,6 | +50,5   |
| 5       | 4     | Francja    | Jean-Marc Gaillard Vincent Vittoz Emmanuel Jonnier Alexandre Rousselet   | 1:32:15,0 25:39,4 25:13,9 20:18,2 21:03,5 | +1:25,8 |
| 6       | 10    | Finlandia  | Ville Nousiainen Sami Jauhojärvi Juha Lallukka Teemu Kattilakoski        | 1:32:55,5 25:35,7 25:16,8 21:10,7 20:52,3 | +2:06,3 |
| 7       | 12    | Kazachstan | Andriej Gołowko Aleksiej Połtoranin Maksim Odnodworcew Nikołaj Czebot´ko | 1:32:56,4 25:40,1 25:35,4 20:42,0 20:58,9 | +2:07,2 |
| 8       | 9     | Czechy     | Martin Koukal Lukáš Bauer Jiří Magál Milan Šperl                         | 1:32:56,8 25:46,9 25:28,2 20:48,0 20:53,7 | +2:07,6 |
| 9       | 1     | Włochy     | Roland Clara Giorgio Di Centa Pietro Piller Cottrer Cristian Zorzi       | 1:34:09,3 26:34,7 26:11,3 20:17,2 21:06,1 | +3:20,1 |
| 10      | 7     | Szwajcaria | Reto Burgermeister Toni Livers Curdin Perl Gion Andrea Bundi             | 1:34:09,6 25:41,5 25:54,9 21:16,1 21:17,1 | +3:20,4 |
| 11      | 11    | Kanada     | Devon Kershaw George Grey Dan Roycroft Drew Goldsack                     | 1:35:12,0 25:41,7 26:39,4 21:30,5 21:20,4 | +4:22,8 |
| 12      | 8     | Estonia    | Peeter Kümmel Jaak Mae Kaspar Kokk Aivar Rehemaa                         | 1:35:30,8 26:34,2 26:05,8 21:10,8 21:40,0 | +4:41,6 |
| 13      | 16    | Białoruś   | Alaksiej Iwanou Aleksandr Łazutkin Siarhiej Dalidowicz Leanid Karnijenka | 1:35:51,1 26:56,6 26:13,3 20:55,7 21:45,5 | +5:01,9 |
| 14      | 17    | Japonia    | Katsuhito Ebisawa Shunsuke Komamura Osamu Yamagishi Masaaki Kōzu         | 1:36:39,6 25:43,0 26:12,3 22:11,7 22:32,6 | +5:50,4 |
| 15      | 13    | Ukraina    | Witalij Sztun Roman Łejbiuk Ołeksandr Pucko Michaił Humeniak             | 1:37:14,3 27:59,4 25:53,7 21:31,3 21:49,9 | +6:25,1 |
| 16      | 14    | Chiny      | Wan Xia Sun Qinghai Wang Songtao Li Geliang                              | LAP 27:26,6 28:27,8 —                     | —       |
| —       | 15    | Austria    | Martin Tauber Michaił Botwinow Christian Hoffmann Jürgen Pinter          | DSQ                                       | —       |